# أوتو رينولد جاكوبي
أوتو رينولد جاكوبي (بالألمانية: Otto Reinhold Jacobi)‏ (و. 1812 – 1901 م) هو رسام، وأستاذ جامعي، وفنان  من مملكة بروسيا، وكندا، ولد في كونيغسبرغ، توفي في مقاطعة والش، عن عمر يناهز 89 عاماً.

## التعليم
تعلم في أكاديمية الفنون في برلين ‏
.

## أعمال بارزة
من أهم أعماله:
Canadian Autumn ‏